# الطريق الدائري (الرياض)
الطريق الدائري هو أكبر وأضخم طريق في مدينة الرياض، يبلغ طوله 76 كم  ،ويربط أجزاء المدينة الشمالية والجنوبية والشرقية والغربية بعضها ويصل إلى وسطها عبر الطريقين الرئيسيين الداخليين في الرياض: طريق الملك فهد وطريق خريص، ويربط الطريق الدائري بين غالبية الطرق الرئيسية في الرياض، وتشتق للطرق التي ترتبط بهذا الطريق تسميات بحسب ترتيب مخارجها من هذا الطريق,، وهو على شكل دائري يدور على مدينة الرياض يبدأ من مخرج واحد في الشمال الغربي، ويمتد إلى جهة الشرق حتى مخرج سبعة وهو المسمى بالدائري الشمال ثم ينزل إلى الجنوب من مخرج ثمانية إلى مخرج 18 وهو الدائري الشرقي ثم إلى جهة الغرب إلى مخرج 26 وهو الدائري الجنوب ثم إلى الشمال حتى مخرج 1.
وينقسم الطريق الدائري إلى أربع محاور رئيسية هي:
- الطريق الدائري الشمالي
- الطريق الدائري الشرقي
- الطريق الدائري الجنوبي
- الطريق الدائري الغربي

## الطريق الدائري الشمالي
الطريق الدائري الشمالي وهو الضلع الشمالي للطريق الدائري بالرياض. ويصل بين الشمال الشرقي لمدينة الرياض بالشمال الغربي لأنه يربط بين الطريق الدائري الغربي بالطريق الدائري الشرقي. ويسمى امتداده (شرق مخرج 8) طريق الدمام.

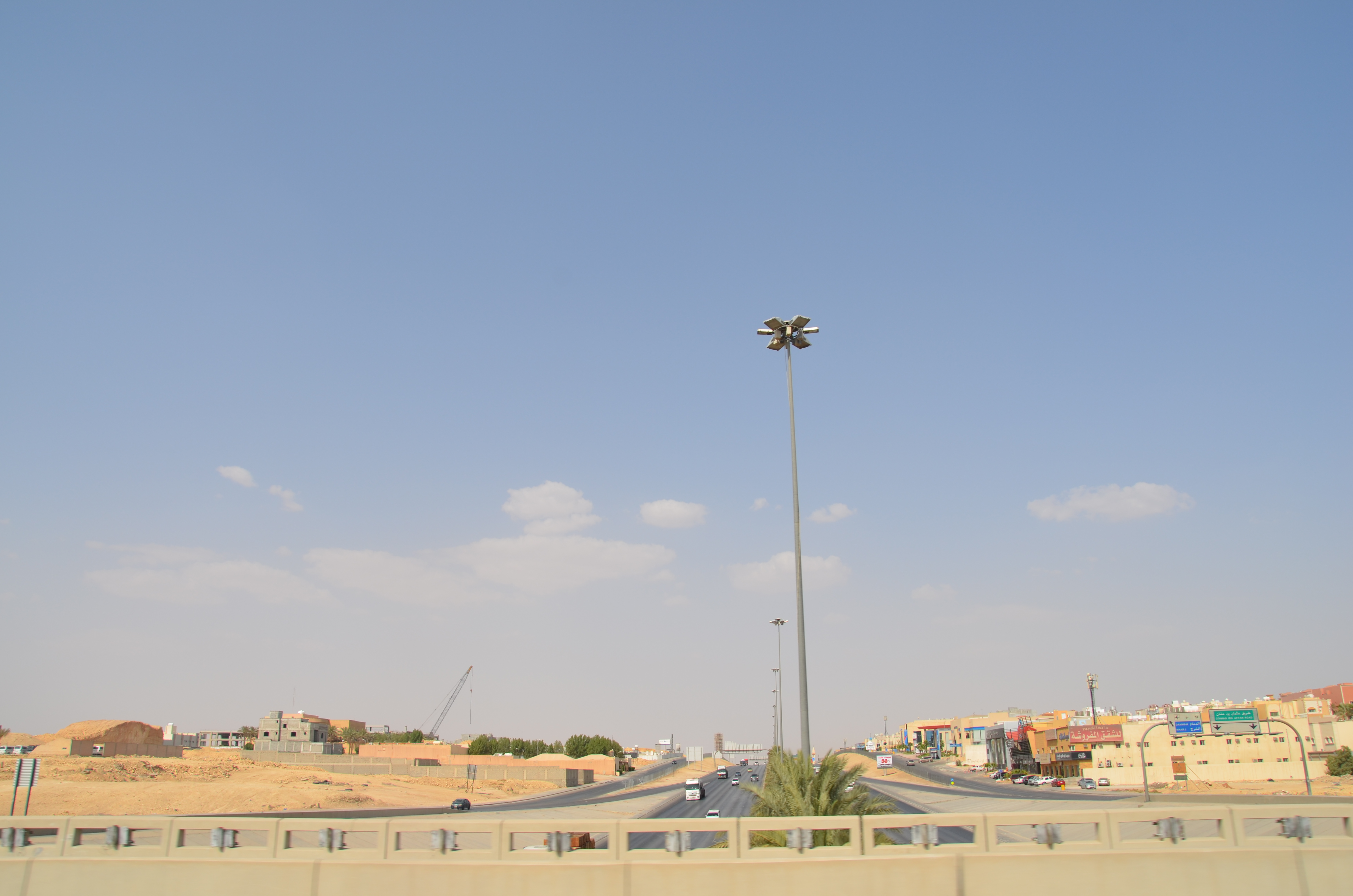
مخرج رقم 6, تقاطع طريق ابوبكر الصديق مع الدائري الشمالي

ويتقاطع مع هذا الطريق كل من الطرق التالية:
- طريق الملك خالد (مخرج 1)
- طريق الأمير تركي بن عبد العزيز (الأول) (مخرج 2)
- طريق التخصصي (مخرج 3)
- طريق الملك فهد (مخرج 4)
- طريق المطار القديم (طريق الملك عبد العزيز) (مخرج 5)
- طريق أبي بكر الصديق (مخرج 6)
- طريق عثمان بن عفان ( مخرج 7)
- الطريق الدائري الشرقي (مخرج 8)

## الطريق الدائري الشرقي
الطريق الدائري الشرقي (ويسمى امتداده شمال مخرج 8 بطريق المطار) هو الضلع الشرقي للطريق الدائري بالرياض. ويصل بين شمال وجنوب مدينة الرياض ويربط الطريق الدائري الشمالي بـالطريق الدائري الجنوبي.
ويتقاطع مع هذا الطريق كل من الطرق التالية:
- الطريق الدائري الشمالي (مخرج 8)
- طريق الإمام سعود بن عبد العزيز بن محمد (مخرج 9)
- طريق الملك عبد الله (مخرج 10)
- شارع عبد الرحمن الغافقي - طريق العروبة (مخرج 11)
- شارع عبد الله بن رشيد (مخرج 12)
- طريق خريص (مخرج 13)
- طريق عمر بن عبد العزيز (مخرج 14)
- شارع الستين (طريق صلاح الدين الأيوبي) من ناحية الغرب وطريق المئة (طريق الأمير سعد بن عبد الرحمن الأول) من ناحية الشرق (مخرج 15)
- طريق عمر بن الخطاب (مخرج 16)
- طريق المدينة المنورة مخرج 17
- الدائري الجديد مخرج 18

## الطريق الدائري الجنوبي
الطريق الدائري الجنوبي هو الضلع الجنوبي للطريق الدائري بالرياض. ويربط الطريق الدائري الغربي بالطريق الدائري الشرقي ويبدأ هذا الطريق من مخرج 19 إلى مخرج 26 موزعة على التقاطعات التالية : 
- مخرج 19 : طريق الخرج القديم
- مخرج 20 : شارع معن بن زائدة .
- مخرج 21 : شارع البطحاء شمالا وطريق الحاير جنوبا.
- مخرج 22 : شارع الفريان .
- مخرج 23 : طريق الملك فهد شمالا وطريق ديراب جنوبا.
- مخرج 24 : شارع الترمذي
- مخرج 25 : شارع عائشة بنت أبي بكر
- مخرج 26 : شارع حمزة بن عبد المطلب

## الطريق الدائري الغربي
الطريق الدائري الغربي وهو الضلع الغربي للطريق الدائري بالرياض. ويربط الطريق الدائري الجنوبي بـالطريق الدائري الشمالي ويتقاطع مع الطرق التالية:
- مخرج 27 : شارع الشيخ اسحاق بن عبد الرحمن بن حسن
- مخرج 28 : شارع المدينة المنورة
- مخرج 29 : شارع بلال بن رباح
- مخرج 30 : شارع خديجة بنت خويلد
- مخرج 31 : شارع ابن حزم
- مخرج 32 : طريق الحجاز السريع
- مخرج 33 : ضاحية لبن
- مخرج 34 : ضاحية لبن
- مخرج 35 : المهدية (الرياض)
- مخرج 36 : شارع الأمير مشعل بن عبدالعزيز
- مخرج 37 : شارع عرقة
- مخرج 38 : شارع الأمير سطام و شارع الأمير عبدالرحمن بن فيصل